# 铁路小狗鲍勃
铁路小狗鲍勃（英語：Bob the Railway Dog）在南澳铁路民间故事里，有一只铁路小狗，名字叫鲍勃，也叫作特劳威·鲍勃（英語：Terowie Bob）。在十九世纪末，小狗鲍勃走遍了南澳铁路线。也在那时起，小狗鲍勃的名字在铁路工人们间广泛流传。

## 生平
还是一只年幼小狗的时候，鲍勃生平第一次经历了铁路生活。他喜欢那些在斯特拉萨尔宾附近建设铁路的铁路工人们，并且跟随着这条铁路线上的一些铁路工人。在鲍勃最后失踪之前，他曾接二连三地被带回给他的主人，一家麦克尔斯菲尔德旅馆（Macclesfield Hotel）的老板。在他失踪的时候，鲍勃大约只有九个月大。
与其它五十只小狗从阿德莱德被送往阔恩（Quorn）后，鲍勃真正的铁路生涯才开始，他们被送到那去消灭卡里耶顿附近的兔子。据说，在阿德莱德，鲍勃曾是作为流浪狗被收容的。他被迫与另一只小狗交换（实际被人弃养）。鲍勃在奥古斯塔港被警察威廉·赛斯·费瑞（Willian Seth Ferry）捕获，然后在彼得堡火车站担任特别警卫。费瑞立刻对鲍勃进行登记。根据记录，在1884年9月24日费瑞正式开始饲养鲍勃。
最终，赛斯·费瑞的侄子威廉·费瑞（一名知名的驯马师），在1885年2月时，他晋升为彼得堡站长助理。也就是那时起，鲍勃习惯了火车旅途。
大家都知道来返于彼得堡冒险的鲍勃通常坐在火车的煤仓前面，穿越数千里。鲍勃因为狭窄的驾驶室不喜欢郊区的火车。鲍勃通过剧烈吠叫在每一站赶走三等车厢的乘客供自己独自一人使用。他常常成功的使还未到来的乘客相信这节车厢已经被他的特殊待遇所霸占。鲍勃试图想要友好地对待陌生人，但是他粗犷的吠叫通常让陌生人认为他十分凶残。鲍勃没有主人，但是他能够与那些认为他有某种特别吸引力的工程师和乘务员成为好朋友，而且被允许像政客一样免费搭乘火车。

## 死亡
根据报告，鲍勃于1895年7月29日死亡。《广告人报》（The advertiser ）报道说，鲍勃在阿德莱德已经退休，他经常去位于韩得利街（Hindley Street）一家由埃文斯先生经营的肉店吃饭，直到十七岁死亡。《旧金山纪事报》（The Chronicle）指出，在鲍勃用完下午茶后，有人听到他朝着路过的一只狗吠叫，然后发出可怜的哀嚎倒地死亡。全世界都在哀悼鲍勃，甚至远至英国。他被誉为“流浪者之王”。

## 现状
如今，铁路工人们和历史学家们都怀念鲍勃。他的项圈以及照片和其它物件成列在位于阿德莱德港的国家铁路博物馆内。
在2009年，彼得堡当地社区为鲍勃筹得了建造雕像的经费。在11月份，雕像面世，并位于主街东边的尽头。在特劳威区，人们通过一系列的信息板纪念鲍勃，这些信息板被称为“铁路小狗鲍勃的足迹”，分布在小镇的各个景点。鲍勃的故事在2011年发表的一部小说中进行了浪漫化改写。